# Coca-Cola Champions Trophy 2000/01
Die Coca-Cola Champions Trophy 2000/01 war ein Drei-Nationen-Turnier das vom 20. bis zum 29. Oktober 2000 in den Vereinigten Arabischen Emiraten im One-Day Cricket ausgetragen wurde. Bei dem zur internationalen Cricket-Saison 2000/01 gehörenden Turnier nahmen die Mannschaften aus Indien, Simbabwe und Sri Lanka teil. Im Finale konnte sich Sri lanka mit 245 Runs gegen Indien durchsetzen.

## Vorgeschichte
Alle drei Teams spielten zuvor beim ICC KnockOut 2000 in Kenia. Dabei schieden Sri Lanka und Simbabwe im Viertelfinale aus, während Indien erst Im Finale gegen Neuseeland unterlag.

## Format
In einer Vorrunde spielte jede Mannschaft gegen jede zweimal. Für einen Sieg gab es zwei, für ein Unentschieden oder No Result 1 Punkt. Die beiden Gruppenersten qualifizierten sich für das Finale und spielten dort um den Turniersieg.

## Stadion
Der folgende Austragungsort wurde für das Turnier ausgewählt.
| Stadion                             | Stadt   | Kapazität | Spiele |
| ----------------------------------- | ------- | --------- | ------ |
| Sharjah Cricket Association Stadium | Sharjah | 27.000    |        |

## Kaderlisten
Indien benannte seinen Kader am 9. Oktober 2000.
Simbabwe benannte seinen Kader am 13. Oktober 2000.
Sri lanka benannte seinen Kader am 14. Oktober 2000.
| ODI | ODI | ODI |
| Indien | Simbabwe | Sri Lanka |
| --- | --- | --- |
| - Sourav Ganguly (K) - Ajit Agarkar - Hemang Badani - Vijay Dahiya (wk) - Rahul Dravid - Sunil Joshi - Vinod Kambli - Zaheer Khan - Anil Kumble - Venkatesh Prasad - Robin Singh - Sridharan Sriram - Sachin Tendulkar - Yuvraj Singh | - Heath Streak (K) - Alistair Campbell - Stuart Carlisle - Andy Flower (wk) - Grant Flower - Travis Friend - Doug Marillier - Pommie Mbangwa - Mluleki Nkala - Bryan Strang - Paul Strang - Mark Vermeulen - Dirk Viljoen - Guy Whittall | - Sanath Jayasuriya (K) - Russel Arnold - Marvan Atapattu - Tillakaratne Dilshan - Avishka Gunawardene - Mahela Jayawardene - Romesh Kaluwitharana (wk) - Muttiah Muralitharan - Kumar Sangakkara - Eric Upashantha - Chaminda Vaas - Kaushalya Weeraratne - Nuwan Zoysa |

## Spiele

### Vorrunde
Tabelle
| Teams     | Sp. | S | N | U | R | NR | Punkte | NRR    |
| --------- | --- | - | - | - | - | -- | ------ | ------ |
| Sri Lanka | 4   | 4 | 0 | 0 | 0 | 0  | 8      | +1.226 |
| Indien    | 4   | 2 | 2 | 0 | 0 | 0  | 4      | −0.397 |
| Simbabwe  | 4   | 0 | 4 | 0 | 0 | 0  | 0      | −0.819 |

Sieg: 2 Punkte; Remis: 1 Punkte
Spiele
| 20. Oktober Scorecard | Sharjah | Indien 224-8 (50)               | – | Sri Lanka 225-5 (43.5) |
|                       |         | Sri lanka gewinnt mit 5 Wickets |   |                        |

| 21. Oktober Scorecard | Sharjah | Simbabwe 225-4 (50)             | – | Sri Lanka 229-3 (47) |
|                       |         | Sri Lanka gewinnt mit 7 Wickets |   |                      |

| 22. Oktober Scorecard | Sharjah | Indien 265-8 (50)          | – | Simbabwe 252-6 (50) |
|                       |         | Indien gewinnt mit 13 Runs |   |                     |

| 25. Oktober Scorecard | Sharjah | Sri Lanka 276-9 (50)           | – | Simbabwe 219-7 (48.3) |
|                       |         | Sri Lanka gewinnt mit 123 Runs |   |                       |

| 26. Oktober Scorecard | Sharjah | Simbabwe 218-9 (50)          | – | Indien 219-7 (48.3) |
|                       |         | Indien gewinnt mit 3 Wickets |   |                     |

| 27. Oktober Scorecard | Sharjah | Sri Lanka 294-5 (50)          | – | Indien 226 (48.5) |
|                       |         | Sri Lanka gewinnt mit 68 Runs |   |                   |

### Finale
| 29. Oktober Scorecard | Sharjah | Sri Lanka 299-5 (50)           | – | Indien 54 (26.3) |
|                       |         | Sri Lanka gewinnt mit 245 Runs |   |                  |